# Germán de Salm
Germán (Hermann) de Salm (c. 1035 - 28 de septiembre de 1088), también conocido como Germán de Luxemburgo, fue el progenitor de la Casa de Salm, conde de Salm y elegido antirrey alemán desde 1081 hasta su muerte.

## Vida
Germán era hijo del conde Giselbert de Luxemburgo (1007-1059). Su hermano mayor Conrado heredó el condado de Luxemburgo y se convirtió en un fiel partidario del rey salio Enrique IV de Alemania en la Querella de las investiduras y la guerra civil de la Gran Revuelta Sajona.

### Querella de las investiduras
El principal problema entre el papa Gregorio VII y Enrique IV fue el nombramiento de obispos. Era costumbre que si un obispo iba a morir, el emperador nombraría un nuevo obispo en función de sus calificaciones eclesiásticas. El rey Enrique, por otro lado, estaba nombrando obispos por razones políticas, cosa que hizo enfurecer al papa y, por lo tanto, prohibieron los nombramientos de investidura por parte de cualquier laico, incluido el emperador.
A partir del siglo X, los gobernantes del Sacro Imperio Romano fueron elegidos Reyes de los romanos, que esperaban ser coronados por el papa como emperadores del Sacro Imperio Romano Germánico.
Sin embargo, debido a que Enrique creía que el papado debía someterse a la corona, fue excomulgado por el papa Gregorio y siendo declarado como alguien no digno de ser emperador. Debido a esto, la iglesia cortó todos sus vínculos con el rey Enrique y apoyó la elección de los antirreyes alemanes.

### Elección
Tras la denigrante humillación de Canossa, varios príncipes se reunieron en Forchheim e hicieron que el duque de Suabia Rodolfo de Rheinfelden fuera elegido anti-rey en 1077. Las fuerzas de Enrique y Rodolfo tuvieron una confrontación en la Batalla de 1080 en el Elster, en la que Rodolfo murió a causa de las heridas que recibió.
Mientras Enrique se dirigía a Italia para hacer cumplir su coronación en Roma, los nobles sajones y suevos liderados por el depuesto duque bávaro Güelfo I eligieron a Germán como el segundo anti-rey opuesto al monarca saliano en Ochsenfurt, Franconia, el 6 de agosto de 1081. Inmediatamente entró en un conflicto armado con el leal duque Federico de Suabia de Hohenstaufen y se retiró a las tierras sajonas, donde el arzobispo Sigfrido de Mainz lo coronó rey en Goslar el 26 de diciembre.

### Campaña militar
Desafortunadamente para el papa Gregorio, Germán no era un líder tan fuerte como Rodolfo y eso hizo que el poder de Enrique creciera. Enrique fue coronado emperador por el antipapa Clemente III en 1084, dejando a Germán en una muy mala posición. Obtuvo un amplio apoyo por parte de la nobleza sajona, sin embargo, su plan de reunir un ejército a orillas del Danubio y marchar a través de los Alpes hacia Italia fue frustrado por la muerte de su principal sirviente, el conde Otón de Nordheim. Cuando el emperador Enrique IV llegó a Sajonia con un gran ejército en 1085, Germán huyó a Dinamarca.
Poco se sabe de lo que le sucedió a Germán después de esto, aparte de que se desempeñó como anti-rey bajo el gobierno de Gregorio. Durante la revuelta del margrave Egberto II de Meissen, Germán pudo regresar a Alemania. Una vez más, en alianza con el duque Güelfo I derrotó al emperador en la Batalla de Pleichfeld de 1086 en el río Meno, tomando Würzburg. Aunque, poco después de su victoria, tuvo que presenciar la reconciliación de Egberto con el emperador Enrique y el asesinato de su aliado, el obispo Burchard II de Halberstadt. Cansado de ser un peón a merced de los deseos de los grandes, se retiró a sus propiedades familiares. El rey Conrado II comenzó su gobierno después de la muerte de Germán. Murió cerca del castillo imperial de Cochem más tarde ese año de 1088 en una escaramuza con su pariente conde palatino Enrique de Laach, poniendo fin a la Gran Revuelta Sajona
Su esposa, la condesa Sofía de Formbach, le dejó un hijo, Otón, que lo sucedió en Salm.
Según una leyenda perpetuada por los hermanos Grimm, sus oponentes se burlaban de Germán con el apodo de "King Garlic" (rey Ajo). Celebrado al principio por los Kalands Brethren, a día de hoy se lleva a cabo un "Miércoles de ajo" anual después de Pentecostés en la región alrededor de Halle.